# Synagoga w Andorze
Synagoga w Andorze – synagoga znajdująca się w Andorze, stolicy Księstwa Andory. Jest jak dotąd pierwszym i jedynym obecnie funkcjonującym żydowskim domem modlitwy w kraju.
Synagoga została zbudowana w 2000 roku wraz z żydowskim centrum kulturalnym. Obecnie służy niewielkiej gminie żydowskiej, liczącej około 100 członków.